# 아리스타고라스
밀레토스의 아리스타고라스(그리스어: Ἀρισταγόρας ὁ Μιλήσιος, ?~기원전 497년)는 밀레토스를 통치하던 참주로, 폭군으로 알려져 있으며 아케메네스 제국을 상대로 이오니아 반란을 획책하였으나 실패하였다.